# Triggiano
Triggiano (Triggiàne in dialetto barese) è un comune italiano di 25 613 abitanti della città metropolitana di Bari in Puglia.

## Geografia fisica
Il territorio comunale si estende a breve distanza dalla costa adriatica nell'area pianeggiante nota come Conca di Bari, pochi chilometri a sud del capoluogo. Orograficamente si caratterizza per la presenza di lama San Giorgio, che, provenendo dai territori di Casamassima e Rutigliano, giunge al mare nei pressi dell'omonima località della costa di Bari. Lungo il percorso della lama si aprono numerose grotte, indice della natura carsica del sottosuolo.
Anteriormente all'epoca fascista, al territorio comunale apparteneva anche il territorio costiero denominato "San Giorgio", annesso in epoca fascista (Legge n. 17 dell'11 gennaio 1934, pubblicata sulla Gazzetta Ufficiale del Regno d'Italia n. 20 del 25 gennaio 1934) al Comune di Bari, insieme ad altri del litorale.
L'altitudine del centro abitato è 60 metri s.l.m.

### Clima
Il clima di Triggiano è tipicamente mediterraneo, con inverni miti ed estati caldo aride. Le temperature nelle aree più interne sono caratterizzate da clima temperato, mentre in prossimità della costa adriatica risentono dell'azione mitigatrice del mare.
Nella tabella sottostante sono riportati i valori medi che si registrano nel territorio del litorale barese, di cui anche il territorio di Triggiano fa parte:
| Mese                       | Mesi | Mesi | Mesi | Mesi | Mesi | Mesi | Mesi | Mesi | Mesi | Mesi | Mesi | Mesi | Stagioni | Stagioni | Stagioni | Stagioni | Anno |
| Mese                       | Gen  | Feb  | Mar  | Apr  | Mag  | Giu  | Lug  | Ago  | Set  | Ott  | Nov  | Dic  | Inv      | Pri      | Est      | Aut      | Anno |
| -------------------------- | ---- | ---- | ---- | ---- | ---- | ---- | ---- | ---- | ---- | ---- | ---- | ---- | -------- | -------- | -------- | -------- | ---- |
| T. max. media (°C)         | 11,7 | 12,6 | 14,8 | 18,3 | 22,8 | 26,9 | 29,4 | 29,6 | 26,1 | 21,2 | 16,9 | 13,4 | 12,6     | 18,6     | 28,6     | 21,4     | 20,3 |
| T. min. media (°C)         | 5,0  | 5,2  | 6,9  | 9,3  | 13,2 | 17,1 | 19,7 | 19,8 | 17,0 | 13,3 | 9,5  | 6,6  | 5,6      | 9,8      | 18,9     | 13,3     | 11,9 |
| Precipitazioni (mm)        | 57   | 69   | 52   | 41   | 36   | 29   | 21   | 27   | 51   | 63   | 66   | 61   | 187      | 129      | 77       | 180      | 573  |
| Umidità relativa media (%) | 76,2 | 74,9 | 73,5 | 71,4 | 69,1 | 65,4 | 61,8 | 63,2 | 69,4 | 75,0 | 76,4 | 76,8 | 76,0     | 71,3     | 63,5     | 73,6     | 71,1 |

Fonte:  Cima del Litorale barese, su biopuglia.iamb.it. URL consultato il 4 maggio 2022 (archiviato dall'url originale il 6 maggio 2006).

## Storia

### Origini
Le grotte che sorgono numerose nel territorio di Triggiano hanno restituito diverse testimonianze del suo popolamento in epoca neolitica. Al III secolo a.C. risalgono invece i ritrovamenti, tra i quali la tomba scoperta nel 1902 in contrada San Lorenzo, che fanno ritenere plausibile l'esistenza di un agglomerato urbano. Tuttavia, la prima testimonianza scritta della città risale al 983 d.C., quando l'arcivescovo Pavone concede a Leone, figlio di Argiro, la pieve di San Martino in loco Triviani. Il nome Trigiano appare invece in un testamento del 1054.
Sulle origini del toponimo sono state formulate almeno tre ipotesi, nessuna delle quali è peraltro suffragata da prove documentali. La prima lo fa derivare da quello dell'imperatore Traiano, che promosse la realizzazione della via consolare Traiana che attraversava la Puglia da Benevento a Brindisi, lambendo il territorio triggianese. Una seconda congettura è quella secondo cui Trivianus sta ad indicare il trivio formato dall'intersezione di via Ponte, principale asse viaria interna all'abitato, con le attuali via Carlo Alberto e via della Marina Vecchia, strade dirette rispettivamente verso Bari e verso la costa. La prevalenza ora dell'una ora dell'altra ipotesi ha determinato per lo stemma comunale l'alternanza fra effigie dell'imperatore romano e la stilizzazione di tre strade intersecantesi. La storiografia recente ritiene tuttavia più plausibile una terza ipotesi, che attribuirebbe l'origine del toponimo al nome di qualche possidente di epoca romana (forse chiamato Trebius) che aveva ampi possedimenti nella località.

### Età moderna e contemporanea
Nel 1466, la costituzione dell'universitas triggianese sanciva l'ottenimento di una certa autonomia amministrativa da Bari, ufficializzata poi con lo statuto concesso nel 1543 dalla duchessa di Bari Bona Sforza. Nel 1557 Bona Sforza donò Triggiano ai Pappacoda, che la reggeranno in qualità di principi fino al 1768. A partire dal XVI secolo fu avviato lo sviluppo di un borgo in muratura, esterno alle mura col fossato che delimitavano il castrum originario. Secondo lo storico locale Battista, questa rinascita urbanistica avvenne in concomitanza con l'insediamento a Triggiano di una colonia greco-albanese attirata dalle terre che l'universitas concedeva per favorire il popolamento del centro abitato.
Dopo il 1768 il titolo di principi di Triggiano passò alle famiglia Filomarino e poi ai Brancaccio.
Il 20 novembre 1964, nella zona che tuttora viene identificata come Ex Superga, fu inaugurata una fabbrica dell'azienda torinese Superga, che arrivò ad impiegare 900 operai; lo stabilimento fu chiuso nel 1986.

### Simboli
Lo stemma e il gonfalone del comune di Triggiano sono stati riconosciuti con decreto del capo del governo del 26 maggio 1935.
Il gonfalone è un drappo di bianco.

## Monumenti e luoghi d'interesse

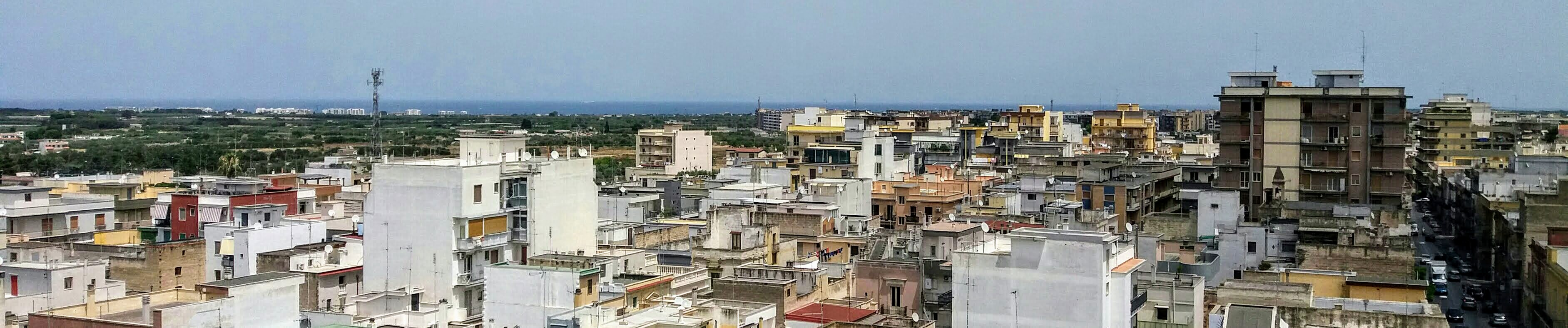
Triggiano (vista panoramica)

### Chiesa di Santa Maria Veterana

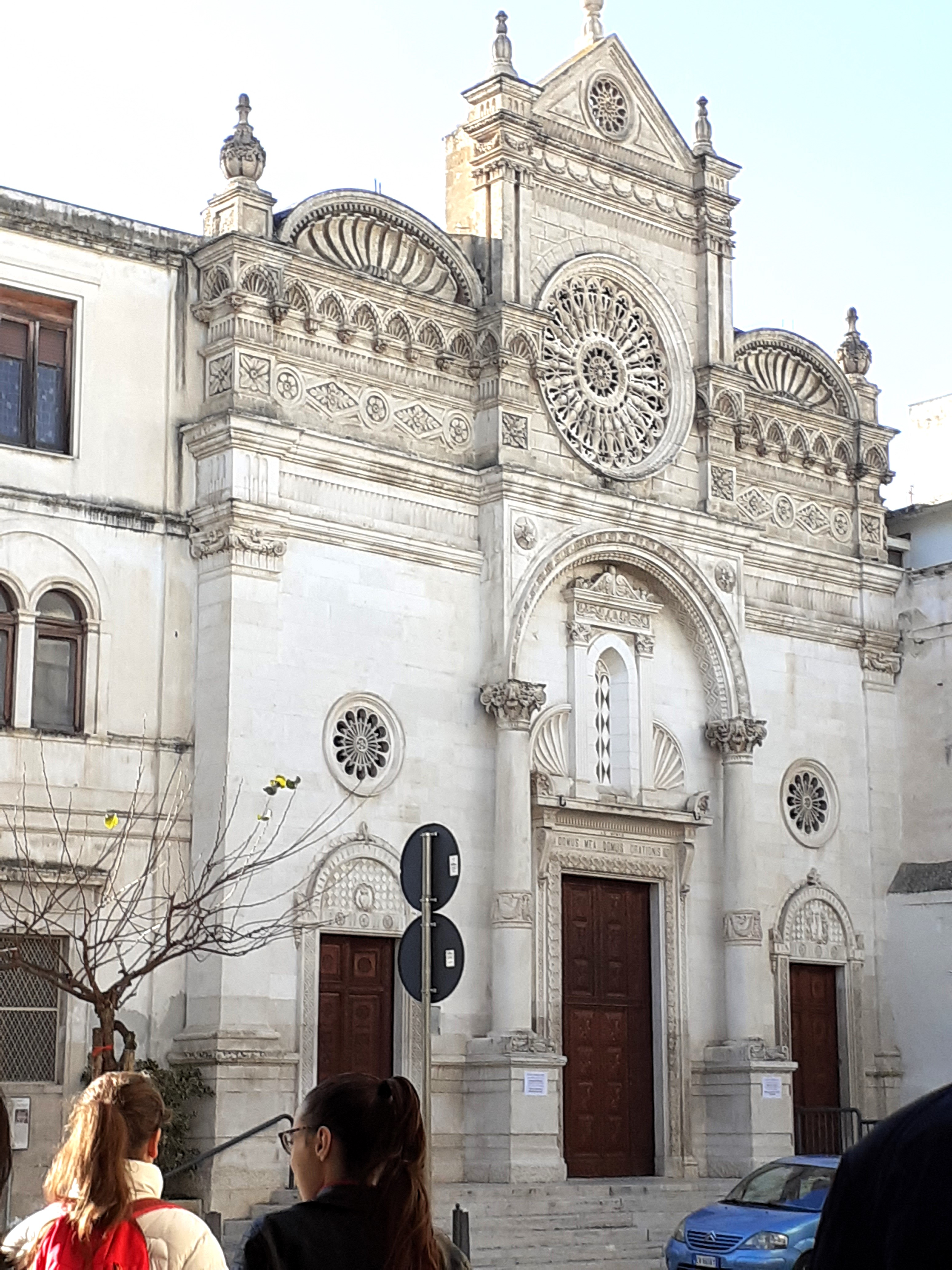
Chiesa di Santa Maria Veterana

Fu costruita a metà del XVI secolo su un preesistente edificio di culto medievale, risalente probabilmente al 1080 che, nonostante l'impianto basilicale a tre navate, era divenuto troppo piccolo per le esigenze di culto della cittadina.
Dopo che un nubifragio la danneggiò gravemente nel 1681, la chiesa venne restaurata sotto la direzione di fra Filino da Molfetta. Al 1746 risale l'apparato iconografico interno, opera di Nicola De Filippis, allievo del pittore napoletano Paolo De Matteis: i soggetti dei dipinti variano da scene bibliche a momenti della vita della Vergine, quali la Natività, la Presentazione al Tempio, l'Incoronazione e lo Sposalizio con san Giuseppe. A un precedente momento risale invece la pregevole tela del cenacolo di Gaspar Hovic.
A partire dal XIX secolo la chiesa fu ampliata a più riprese: nel 1832 venne costruito il cappellone della Madonna di Costantinopoli; tra il 1907 e il 1913 la pianta dell'edificio fu ribaltata di 180° per renderlo accessibile dal centro del paese; gli interni furono rimaneggiati con la costruzione del presbiterio, e furono decorati in stile liberty; la facciata cinquecentesca fu inglobata nel nuovo transetto, e di essa fu conservato solo il rosone, reimpiegato nella nuova facciata in stile eclettico. Nel 1982 in seguito a sondaggi sotto il piano di calpestio sono state ritrovate le aree pertinenti alla chiesa medievale.

#### Aree archeologiche
Dalla navata sinistra della Chiesa matrice si accede agli ambienti riportati alla luce durante le campagne di scavo susseguitesi tra 1982 e 1986. L'area principale è costituita dall'antica chiesa, costruita intorno all'XI secolo e abbattuta nel XVI secolo per costruire l'attuale edificio, adoperando come fondamenta i muri perimetrali dell'antico tempio. Da un'epigrafe rinvenuta e tuttora esposta in loco si evince che la chiesa, costruita nel 983, era dedicata alla Vergine e a San Giovanni Battista, e che la sua costruzione era stata promossa dal presbitero Leone, definito dialettico e sacerdote, su un terreno concessogli dall'arcivescovo di Bari Pavone. L'edificio aveva pianta basilicale a tre navate, con la centrale provvista di abside; sono presenti brani di affresco risalenti a un periodo successivo (probabilmente XIV secolo) e sepolture a pavimento scavate direttamente nel banco roccioso; alcuni ambienti perimetrali furono inoltre riadattati a sepolcreto per le confraternite che godevano di altari nella chiesa soprastante. Sono stati infine riportati alla luce il sagrato della chiesa medievale, la bocca di un pozzo pubblico e una cisterna, oltre a svariati oggetti d'uso comune (monete, vasellame, strumenti di lavoro) esposti nel percorso di visita.
Un segmento distaccato degli scavi archeologici, raggiungibile per tramite di una cappella esterna alla chiesa matrice, introduce in alcuni ambienti rupestri di origine neolitica, adoperati come abitazioni tra III e XVIII secolo e riadattati a scantinati e frantoi, prima di essere definitivamente abbandonati nel XIX secolo. Sono riconoscibili alcune stanze di vita comune e ambienti di servizio come stalle e mangiatoie. Presente infine un tratto lastricato appartenente alla via Traiana. Ambienti simili sono stati rinvenuti agli inizi del XX secolo in un'area periferica del paese.

### Chiesa di Santa Maria della Croce

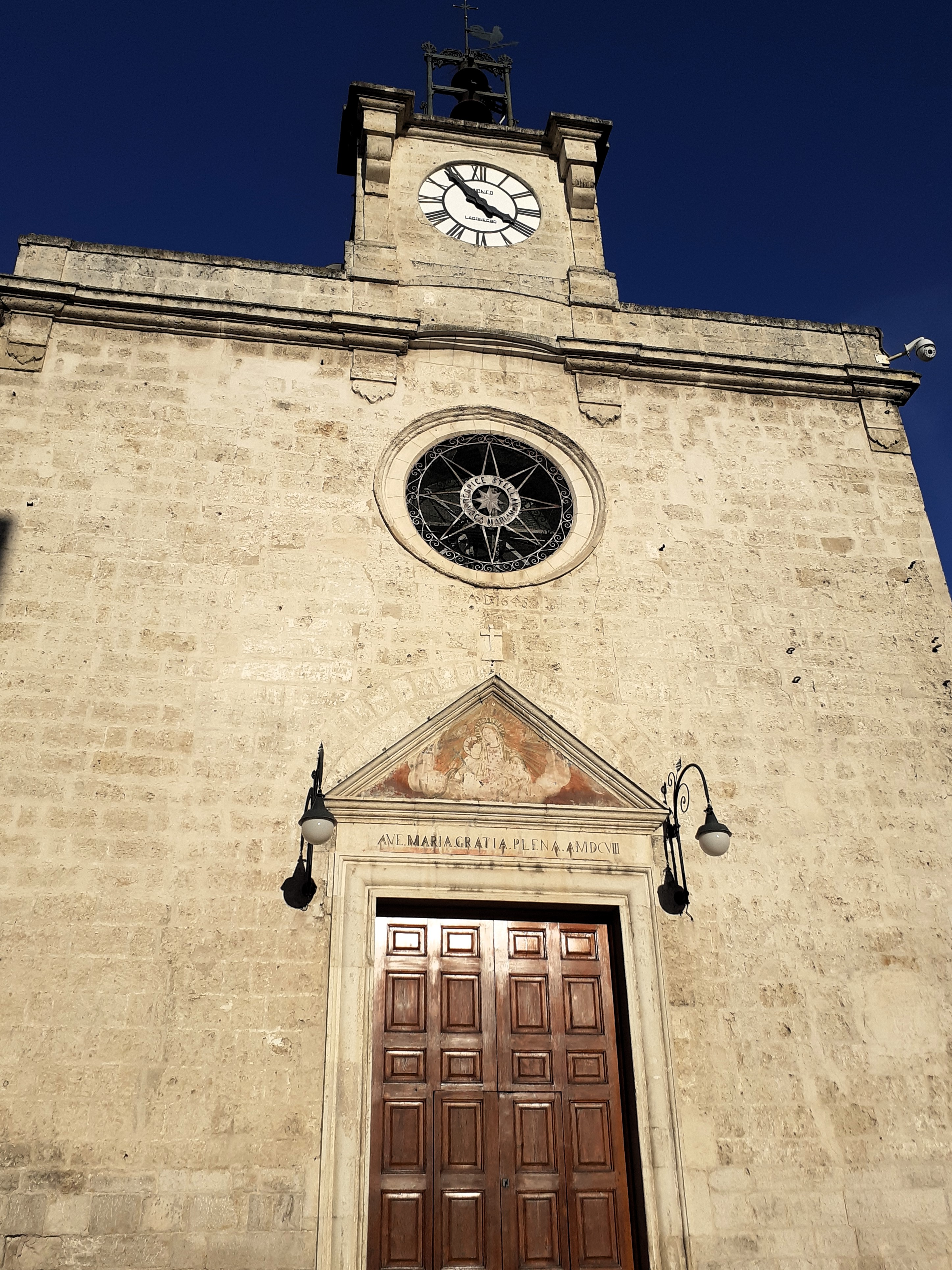
Chiesa di Santa Maria della Croce

Inaugurata nel 1608 (come da epigrafe dell'architrave del portone centrale), è consacrata alla principale patrona del paese, la Madonna della Croce. La chiesa sorge all'incrocio delle tre vie storiche di Triggiano (da cui l'intitolazione "della croce"), su una preesistente edicola votiva rupestre; da essa proviene l'affresco cinquecentesco (ma probabile rielaborazione di un dipinto più antico) che raffigura la Vergine odegitria coi santi Rocco e Sebastiano.
Agli inizi del XVII secolo, a conclusione di una diatrbiba che vide contrapposto il clero triggianese (il quale aveva come patrona la Vergine di Costantinopoli venerata in chiesa madre) all'universitas locale, la Madonna della Croce fu indicata come principale protettrice della città. A questo periodo risale la costruzione della chiesa, che si presenta in stile barocco; nel 1923 fu costruito il campanile a quattro archi, mentre nel 1983 l'affresco originale, collocato nel timpano del portale principale, fu staccato ed esposto all'interno dell'edificio. Al suo posto fu inserita un'altra immagine all'interno di un timpano triangolare in stile neoclassico.
L'edificio ha pianta ad aula unica, con quattro altari disposti sui lati e un altare maggiore in marmo; la pala dell'altare maggiore, raffigurante la Vergine in gloria con santi, è attribuita alla scuola di Paolo De Matteis. A destra dell'ingresso è ancora visibile l'edicola votiva originaria, inglobata nell'edificio attuale.

### Altri monumenti

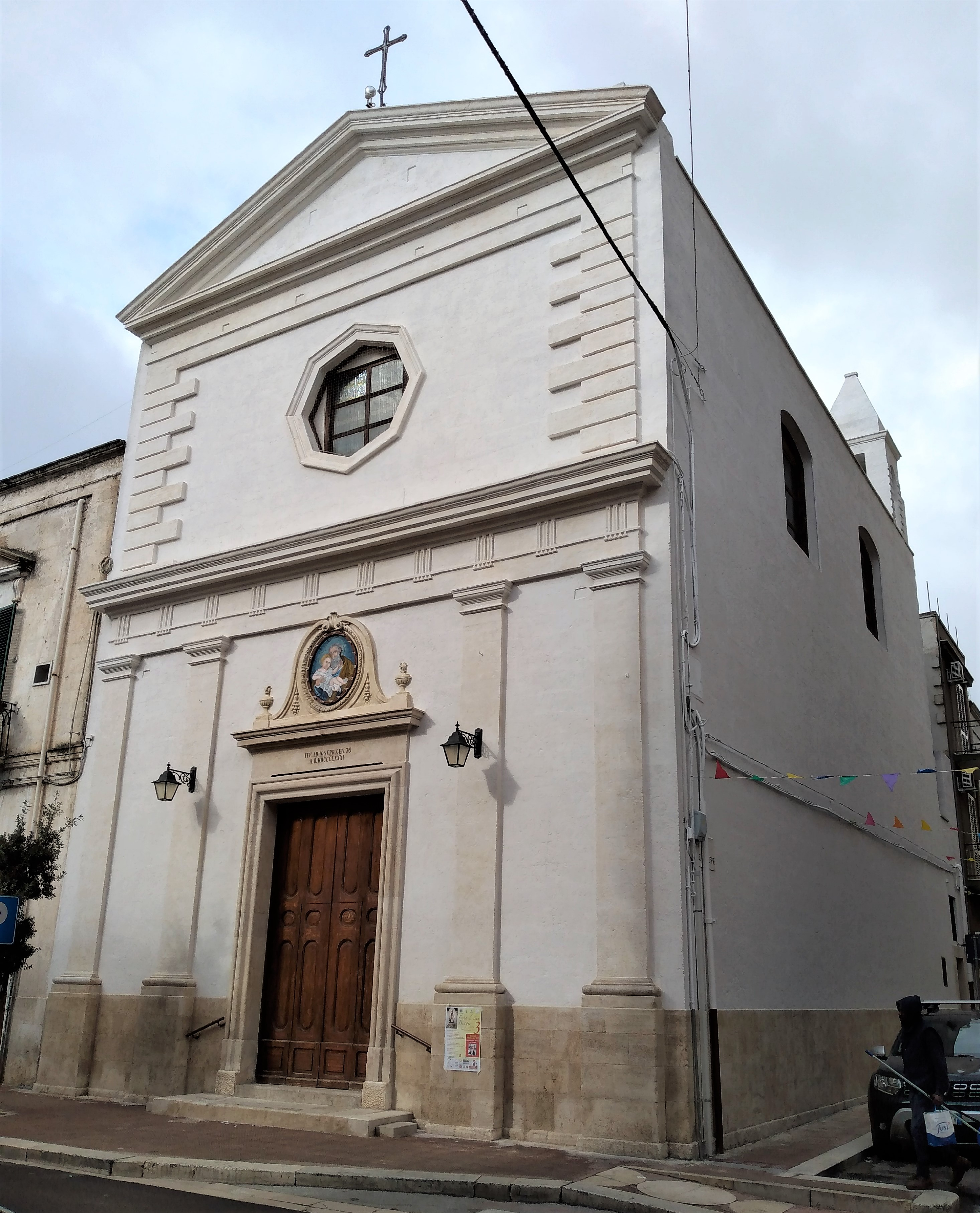
Chiesa San Giuseppe

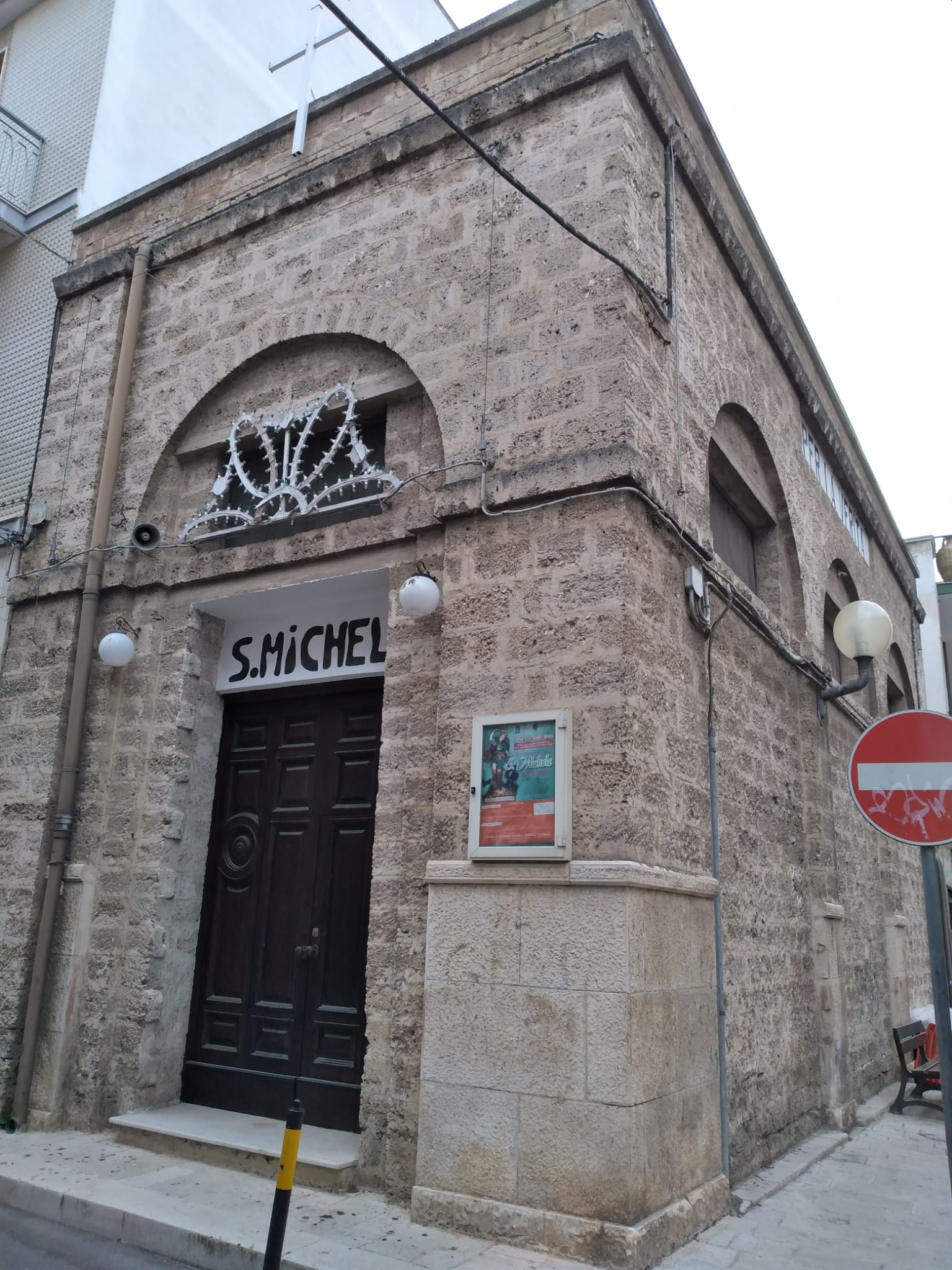
Chiesa di San Michele

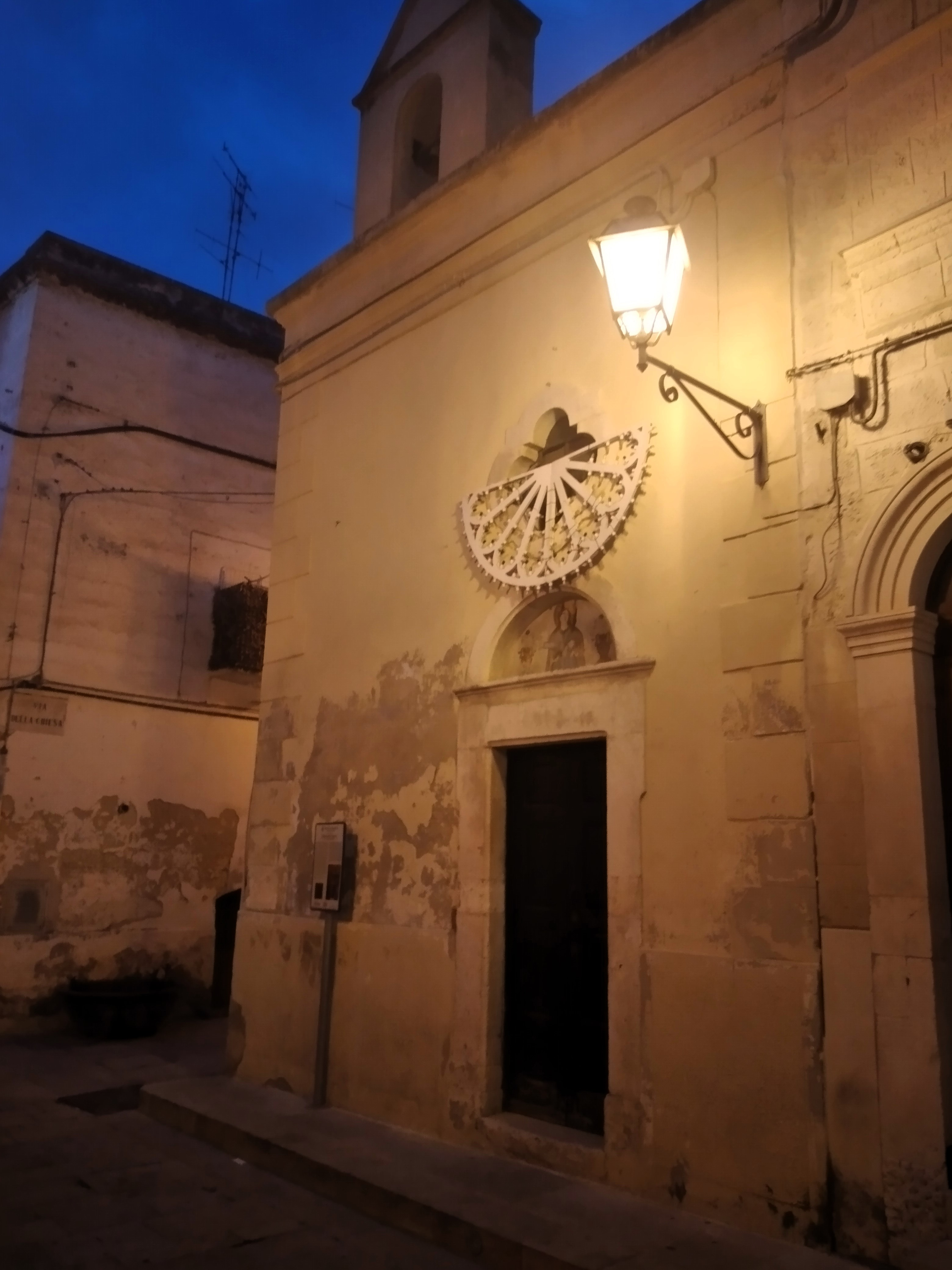
Chiesa di Santa Lucia

- Chiesa della Madonna degli Angeli e convento dei Cappuccini, edificati nel 1616. La Chiesa è stata consacrata solo nel 1744. Nel 1949 i locali del Convento sono stati ampliati.Madonna degli Angeli e convento dei Cappuccini

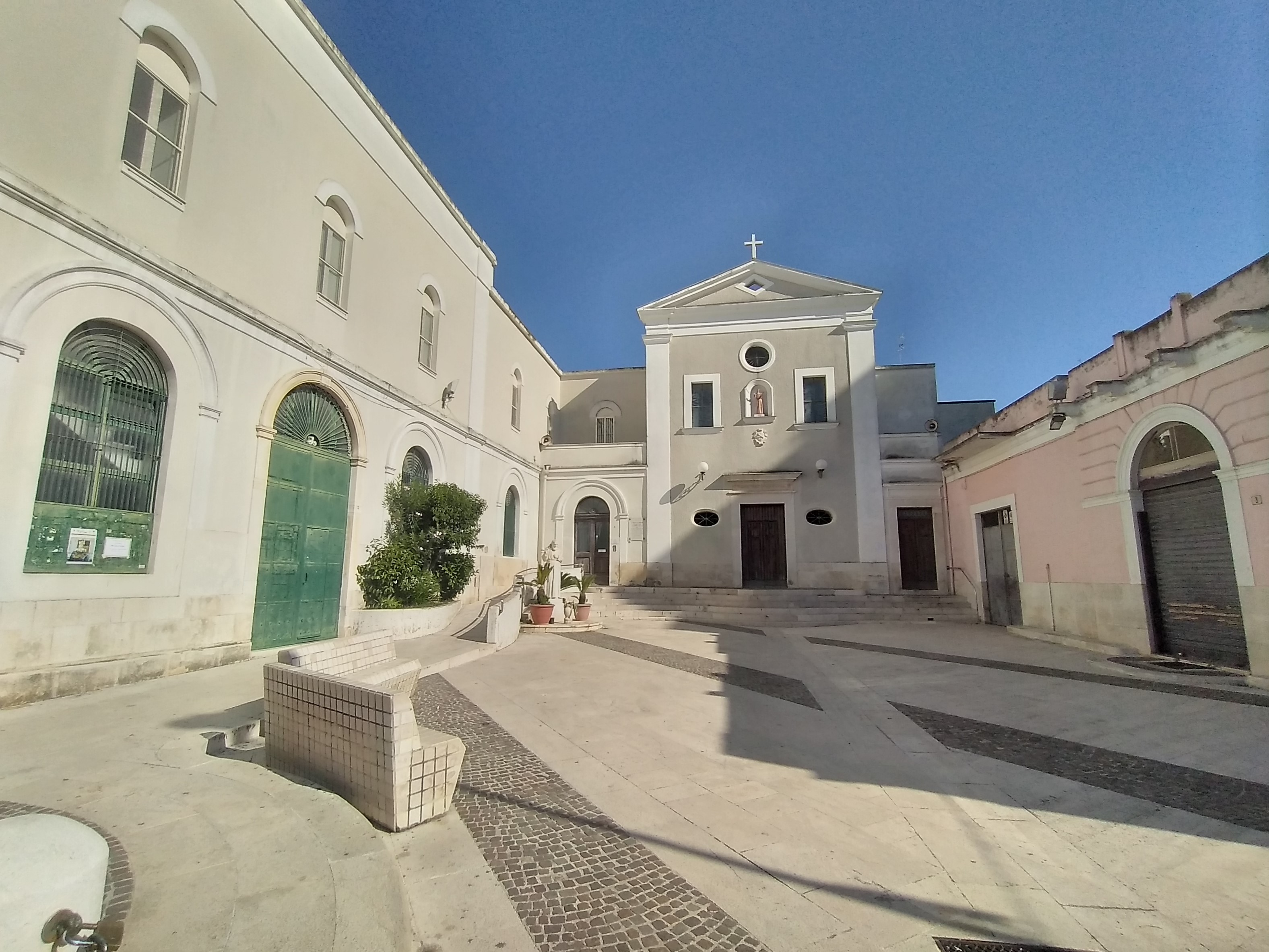
Madonna degli Angeli e convento dei Cappuccini

- Chiesa di San Rocco, intitolata al compatrono di Triggiano. Costruita alla fine del XIX secolo, ospita pregevoli affreschi di metà '900 attribuiti a Samuele Puri di Bolsena.
- Chiesa di San Giuseppe, situata lungo la principale arteria cittadina Corso Vittorio Emanuele.
- Chiesa del Santissimo Crocifisso, ubicata nell'area dove un tempo sorgeva il cimitero vecchio.Chiesa del Santissimo Crocifisso

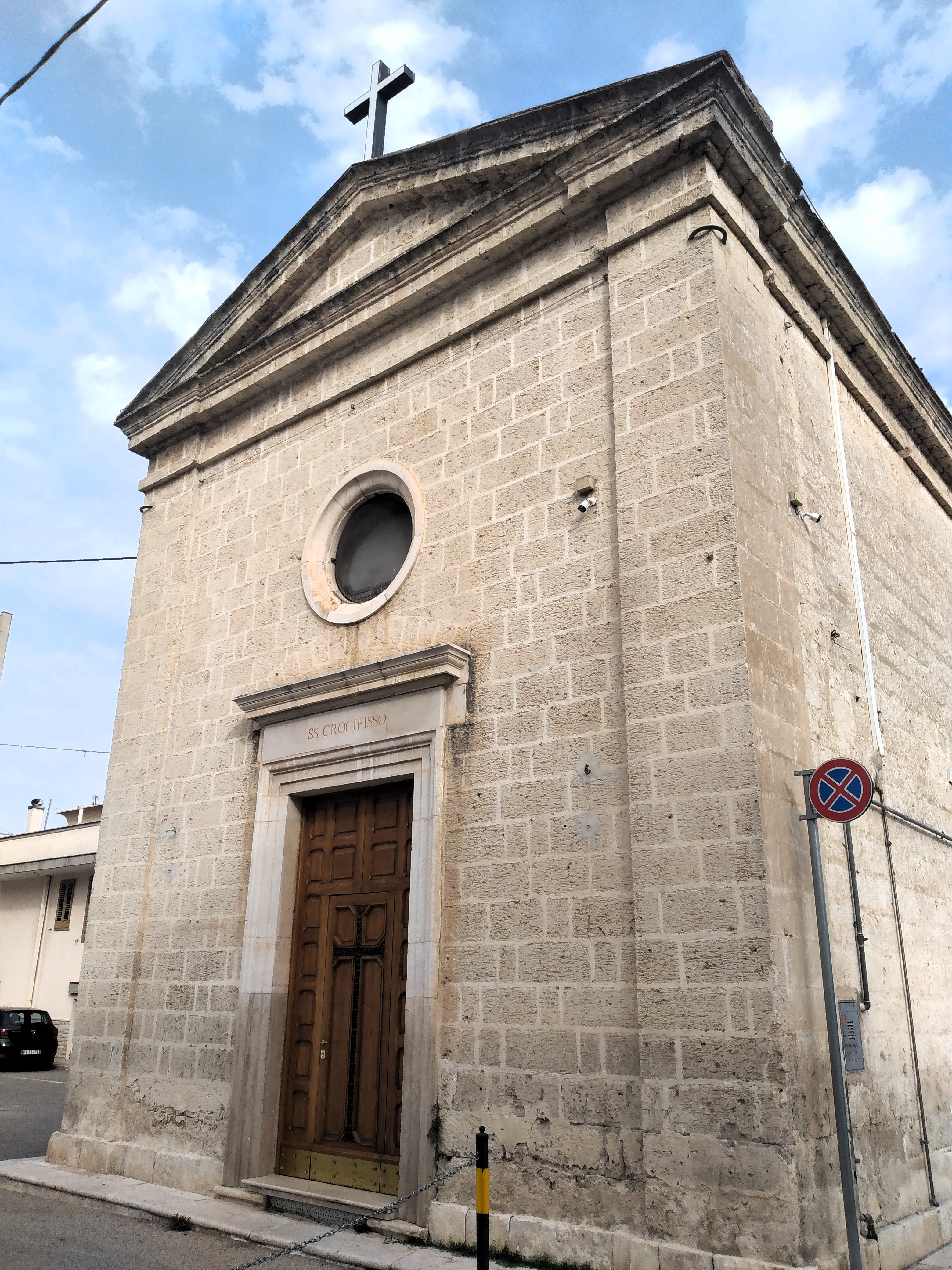
Chiesa del Santissimo Crocifisso

- Chiesa di San Michele, risalente alla metà del XX secolo.
- Cappella di Santa Lucia, collocata lungo via Ponte (centro storico), in prossimità della Chiesa di Santa Maria della Croce. Conserva una pala d'altare del XVII secolo.
- Chiesa di San Giuseppe Moscati, nel quartiere San Lorenzo. Istituita nel 1999, la parrocchia è attualmente ospitata in un edificio provvisorio, in attesa della costruzione della chiesa vera e propria.
- Masseria fortificata detta "Villa del Reddito", risalente al XVI secolo, con torri e mura di precedente costruzione medioevale, voluta dai Conti Tanzi di Blevio, di origine lombarda, fiduciari della Duchessa di Bari, che donò loro la tenuta al margine dei confini tra Bari e Triggiano. Rilevanti i residui affreschi delle sale al piano nobile ed il portale stemmato con motto. Dai Tanzi prese il nome un famoso e particolare prodotto locale, appunto la "Pera Tanzi", ottenuta con vari innesti ed elaborati incroci per un frutto piccolo ma saporito nelle particolari condizioni della zona.
- Chiesa rupestre di San Martino, di epoca iconoclasta, posta in varie grotte.
- Fontana Dell’Acqua, lungo viale Aldo Moro, opera d'arte moderna edificata nel 2006 nella piazza dedicata al Cav. Rocco Lombardi.

### Centro comunale polifunzionale e biblioteca comunale
Il 28 settembre 2018 viene inaugurata, in via Rocco Dicillo, la sede del Centro comunale polifunzionale, dove trova sede anche la biblioteca comunale. Dal 2019 ha sede l'evento dedicato all'artista Massimo Troisi organizzato da Piero Bagnardi e I Comisastri.

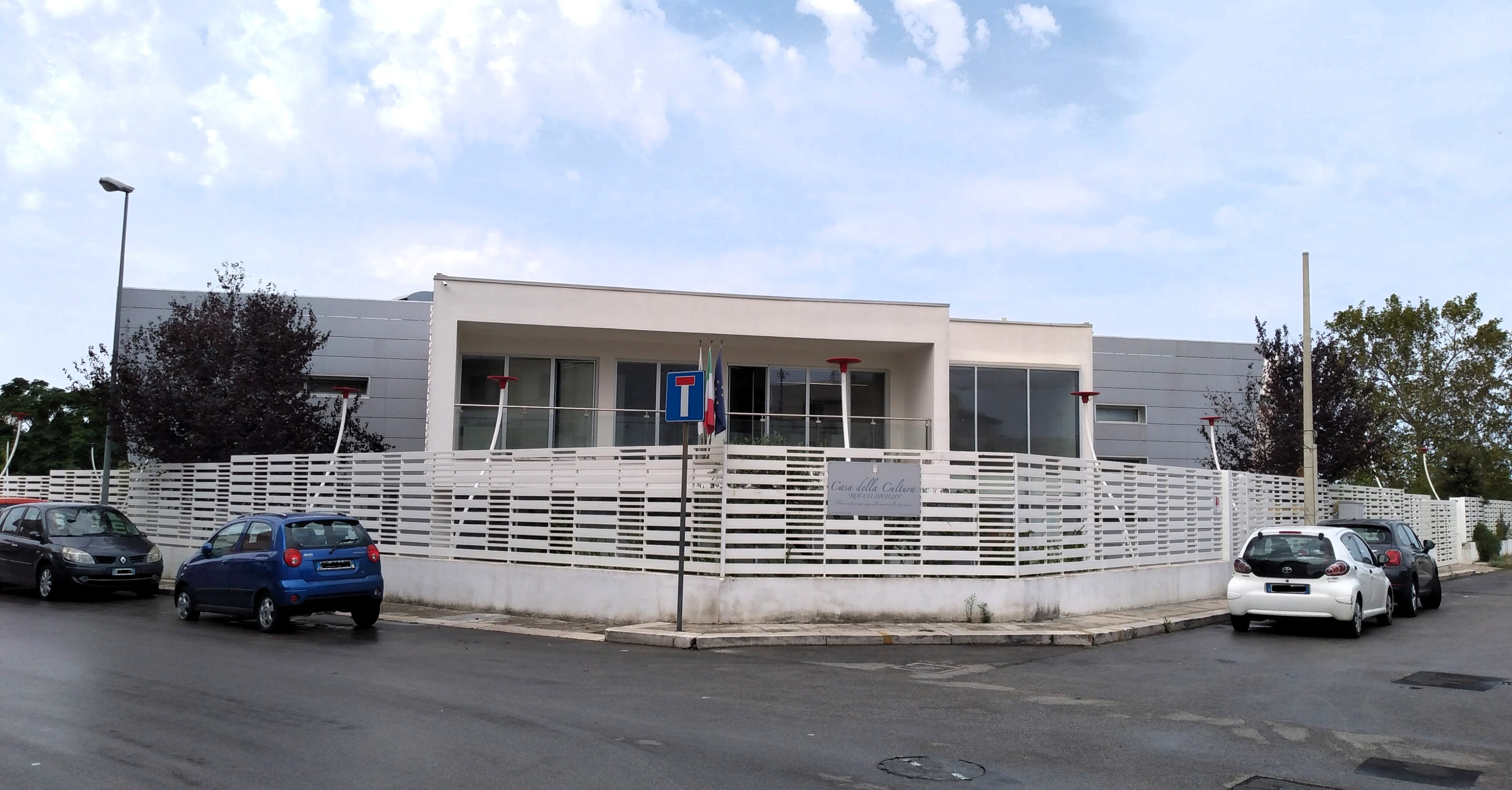
Centro comunale polifunzionale

### Feste patronali
- Festa di San Rocco compatrono di Triggiano, terza domenica di agosto
- Festa della Madonna della Croce patrona di Triggiano, terza domenica di settembre

## Società

### Evoluzione demografica
Abitanti censiti

## Cultura

### Istruzione

#### Scuole secondarie di II grado
Hanno sede a Triggiano:
- I Licei "Cartesio", indirizzi Classico, Linguistico, Scientifico, Scienze Applicate. L'Istituto nasce nel 1975 quale sezione staccata del Liceo Scientifico "Fermi" di Bari, per diventare autonomo nell'anno scolastico 1988/89.

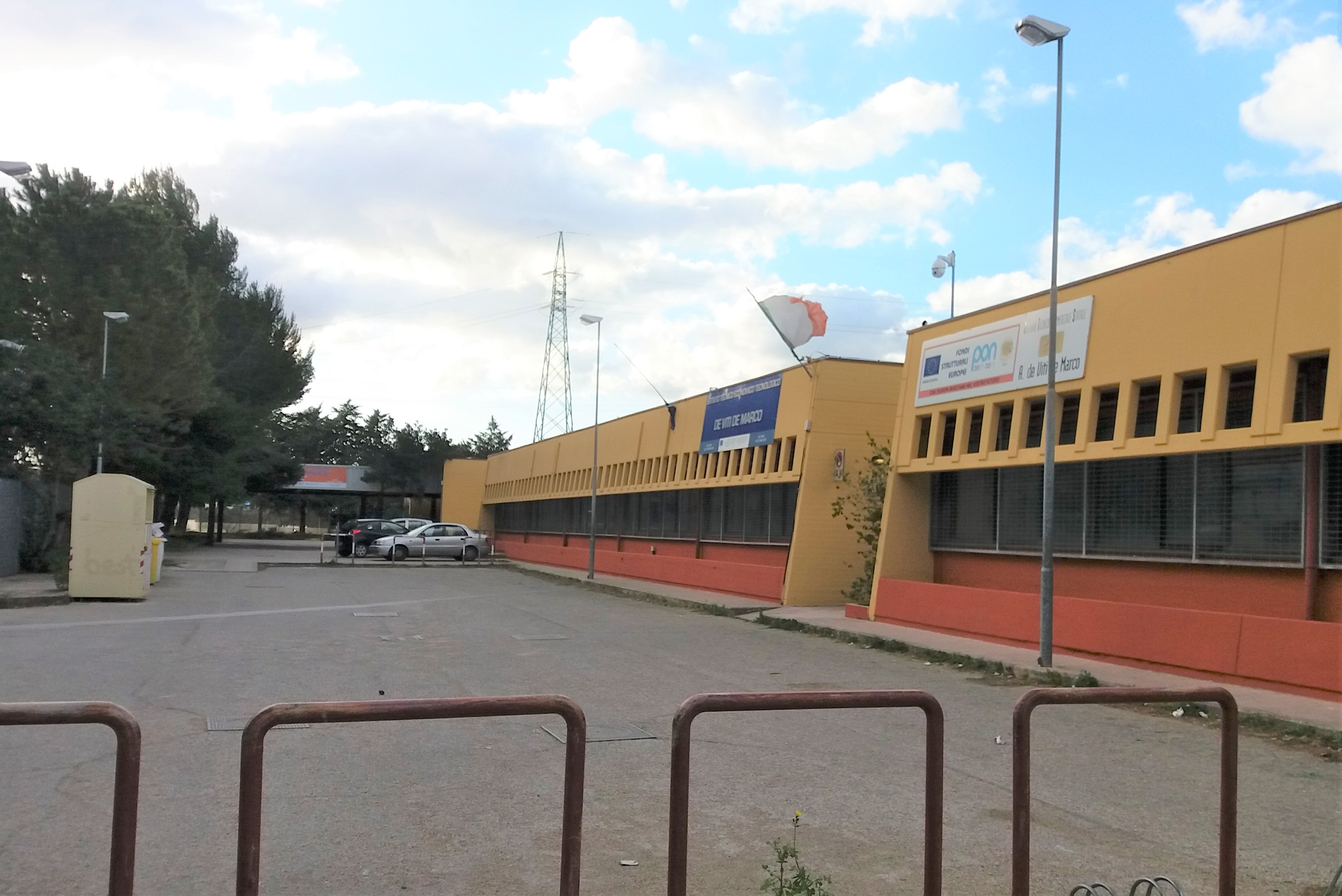
Sede ITET de Viti de Marco

- L'Istituto Tecnico Economico e Tecnologico "de Viti de Marco", indirizzi Amministrazione Finanza e Marketing, Sistemi Informativi Aziendali (dall'anno scolastico 2022/23 anche con percorso sperimentale quadriennale), Turismo (dall'anno scolastico 2024/25 anche con percorso sperimentale quadriennale), Biotecnologie Sanitarie (dall'anno scolastico 2022/23) e Biotecnologie ambientali (quest'ultimo nella sede associata di Valenzano). Viene istituito nell'anno scolastico 1991/92.
- La sede associata di Triggiano dell'Istituto Professionale "Perotti" di Bari, indirizzo SocioSanitario.

#### Scuole secondarie di I grado
- Scuola secondaria De Amicis - Dizonno, con alcune sezioni a indirizzo musicale.

## Infrastrutture e trasporti

### Strade
I collegamenti principali sono rappresentati dalla Strada Statale 100 e dalla provinciale 240 (già strada statale 634 delle Grotte Orientali) che si distacca proprio dalla SS 100.

### Ferrovie

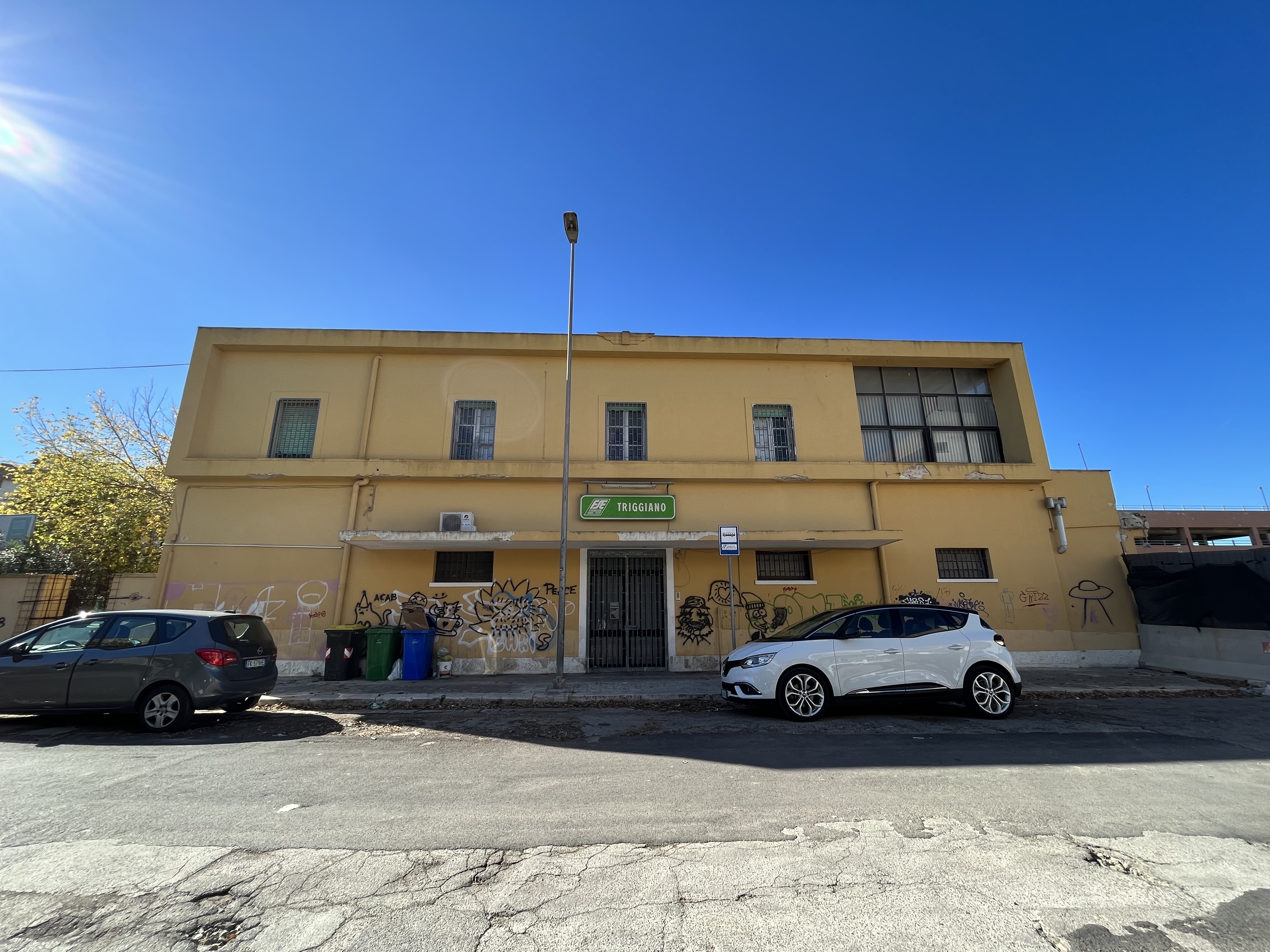
La stazione di Triggiano il 9 novembre 2022

La stazione di Triggiano sorge lungo la Linea 1 delle Ferrovie del Sud Est. Nel luglio 2019 iniziano i lavori di interramento della stazione ferroviaria (insieme a quella di Capurso), di elettrificazione e raddoppio della linea stessa nella tratta tra Mungivacca e Noicattaro. Le stazioni dovrebbero essere riaperte al servizio passeggeri nel 2026. Sono attualmente disponibili servizi sostitutivi espletati con autobus di Ferrovie del Sud Est, in partenza dall'ex Isola Ecologica situata sulla complanare della SS 100, diretti a Bari Centrale e Putignano.
Ferrovie dello Stato Italiane ha annunciato la costruzione di una fermata nei pressi del centro commerciale BariBlu nell'ambito del progetto della linea ferroviaria AV/AC Napoli - Bari, in particolare della nuova variante Bari Centrale - Bari Torre a Mare.

### Autolinee
Dal 2015 e fino al dicembre 2021, la mobilità urbana era garantita nell'ambito del progetto Cuts (Clean Urban Transport Systems).
La mobilità extraurbana è garantita dalla rete di autobus delle Ferrovie del Sud Est di carattere regionale che la collegano a Bari, Cellamare, Casamassima, Capurso, Noicattaro, Rutigliano, Conversano, Castellana Grotte, Putignano e Valenzano.
Inoltre, Sita Sud prevede dei collegamenti tra Triggiano, Bari, il quartiere barese di Torre a Mare e Mola di Bari.

### Piste ciclabili
Nella città sono presenti diverse piste ciclabili, in particolare nei quartieri San Lorenzo e Casalino.
Più nel dettaglio, una pista ciclabile è presente su Viale Antonio Gramsci, prosegue su Via Tommaso Fiore e Via Pietro Nenni e termina in Viale Pietro Mennea; inoltre, una percorso ciclopedonale collega la fermata dei bus sostitutivi FSE a Via Vitangelo Dattoli, prosegue su Via Giuseppe Colucci e termina nei pressi dell'abbandonato Park and Ride di Triggiano: proseguirà, in futuro, sull'ex tracciato ferroviario fino a Capurso.
Infine, nell'ambito del progetto Greenway, è stata finanziata la realizzazione di due piste ciclabili, per senso di marcia, su parte di Viale Aldo Moro.

## Amministrazione
Di seguito è presentata una tabella relativa alle amministrazioni che si sono succedute in questo comune. 
| Periodo          | Periodo          | Primo cittadino     | Partito                         | Carica                  | Note   |
| ---------------- | ---------------- | ------------------- | ------------------------------- | ----------------------- | ------ |
| 1 marzo 1989     | 27 febbraio 1991 | Francesco Denicolò  | Democrazia Cristiana            | Sindaco                 | [ 28 ] |
| 27 febbraio 1991 | 26 luglio 1991   | Giovanni Campobasso | Partito Socialista Italiano     | Sindaco                 | [ 28 ] |
| 26 luglio 1991   | 5 novembre 1991  | Vito D'Alesio       | Democrazia Cristiana            | Sindaco                 | [ 28 ] |
| 3 gennaio 1992   | 2 dicembre 1992  | Nicola Pompilio     | Democrazia Cristiana            | Sindaco                 | [ 28 ] |
| 2 dicembre 1992  | 8 luglio 1993    | Alfonso Magnatta    |                                 | Commissario prefettizio | [ 28 ] |
| 8 luglio 1993    | 28 aprile 1997   | Vitangelo Dattoli   | Partito Socialista Italiano     | Sindaco                 | [ 28 ] |
| 28 aprile 1997   | 28 maggio 2001   | Vitangelo Dattoli   | L'Ulivo                         | Sindaco                 | [ 28 ] |
| 28 maggio 2001   | 20 ottobre 2005  | Francesco Denicolò  | Alleanza Nazionale              | Sindaco                 | [ 28 ] |
| 20 ottobre 2005  | 30 maggio 2006   | Carlomaria Latorre  |                                 | Commissario prefettizio | [ 28 ] |
| 30 maggio 2006   | 20 maggio 2011   | Michele Cassano     | Democratici di Sinistra         | Sindaco                 | [ 28 ] |
| 20 maggio 2011   | 12 giugno 2016   | Vincenzo Denicolò   | Partito Democratico             | Sindaco                 | [ 28 ] |
| 12 giugno 2016   | 11 ottobre 2021  | Antonio Donatelli   | Indipendente di centro-sinistra | Sindaco                 | [ 28 ] |
| 11 ottobre 2021  | 11 aprile 2024   | Antonio Donatelli   | Indipendente di centro-sinistra | Sindaco                 | [ 28 ] |
| 11 aprile 2024   | 12 giugno 2025   | Giuseppina Ferri    |                                 | Commissario prefettizio | [ 28 ] |
| 12 giugno 2025   | in carica        | Giuseppe Toscano    | Movimento 5 Stelle              | Sindaco                 | [ 28 ] |

### Gemellaggi
- Addison[29]

## Sport
Negli sport di squadra, sono praticati vari sport a livello agonistico.

### Pallavolo
Il volley maschile e femminile con l'A.S.D. Trivianum, con la squadra maschile che disputa il campionato di Serie C e la squadra femminile che disputa la Seconda Divisione. Inoltre partecipa ai campionati giovanili. In passato era attiva l'Associazione U.S.D. Fides Triggiano.

### Calcio
Il calcio con l'A.S.D. Triggiano Calcio che milita in Prima Categoria e la Associazione Arcobaleno Triggiano che milita in Seconda Categoria ed è attiva anche a livello giovanile. In passato sono state attive l'Associazione Sportiva Dilettantistica Calcistica Triggiano, l'A.S.D. A.C. Triggiano e l'A.S.D. Eagles Triggiano.

### Pattinaggio artistico a rotelle
Il pattinaggio artistico a rotelle con l'A.S.D. Trivianum.

### Impianti sportivi
L'Associazione Arcobaleno Triggiano disputa le sue gare casalinghe nello stadio comunale "Principe di Piemonte". L'A.S.D. Triggiano Calcio, invece, gioca le sue partite casalinghe nello stadio comunale di Capurso, comune limitrofo.